# Знаменска църква (Дубровици)
Знаменската църква в Дубровици (на руски: Церковь Знамения Пресвятой Богородицы в Дубровицах) е православна църква в селището Дубровици, на 4 км от Подолск, Московска област, Русия. Ректор е протоиерей Андрей Грицишин.
Църквата е централната част на архитектурния ансамбъл на имението Дубровици, който някога е принадлежал на представители на известните благороднически фамилии на Морозови, Голицини и Дмитриеви-Мамонови.

## История и Архитектура
Разположена е на високия бряг на носа, образуван от сливането на реките Десна и Пахра. Сградата е построена от бял камък през 1690–1704 година от княз Борис Голицин с участието на цар Петър I, и е сред ранните образци на руската барокова архитектура. Освещаването се извършва на 24 февруари 1704 година.
Предполага се, че в строителството са участвали чуждестранни майстори, поканени от княз Голицин специално за тази цел.
На това място през 1662–1690 година е имало дървена църква на Св. Илия.
В плана основата на храма е равнопоставен кръст със заоблени краища, разделени на три венчелистчета. Тип на сградата е кръстокуполна църква – осмоъгълник (кула) на четириъгълник (база). Високата основа е заобиколена от открита веранда, богато украсена с резби и орнаменти по парапета. В църквата има четири врати, към които водят ажурни стъпала, подобни на листа.
Църквата е украсена със скулптури. На главния вход, отстрани на западното стълбище, има две статуи от бял камък. От лявата страна на Св. Йоан Златоуст, а вдясно – Св. Григорий Богослов. Над входа, на покрива на западния вестибюл, има статуя на Св. Василий Велики. Осем скулптурни фигури на апостолите разделят краищата на осмоъгълника в ъглите му. Четирите фигури на евангелистите са разположени извън украсата на стената, в основата пред прозорците .
Прозорците са украсени с колони, преплетени с лози, волути и миди. Цялата тази украса завършва с изображения на ангели. Църквата е увенчана с купол с четирилистни лукарни и издълбана позлатена корона.
Интериор на църквата е с бароков резбован иконостас, на входа висят двуетажни дървени хорове, стените на църквата са украсени със скулптурни композиции с библейски сюжети. Отличителна черта на декорацията на църквата са латинските надписи, поставени в картуши. В църквата дървеното скулптурно Разпятие е особено почитано – то вече е на повече от триста години.
В края на 1840-те години под ръководството на архитектор Фьодор Рихтер (1808–1868) е извършено възстановяването на храма, след което той е осветен отново на 27 август 1850 година – от московския митрополит Филарет.
Църквата е затворена от комунистическия режим през 1930 година, а малко след това камбанарията ѝ е взривена. Богослужението в нея е възстановено през 1990 година.
През 2022 година в близост до църквата Знамение е възстановена разрушената през 1931 година камбанария. За извършване на тайнството на кръщението в долния етаж на камбанарията е построен храм в чест на мъчениците Адриан и Наталия. На 8 ноември 2022 година Святейший Патриарх на Москва и цяла Русия Кирил освети този храм.